# Steffen Scheumann
Steffen „Schortie“ Scheumann (* 1961 in Großenhain, bis etwa 2003: Steffen Schult) ist ein deutscher Schauspieler.

## Leben
Scheumann studierte Kulturwissenschaft an der Humboldt-Universität Berlin und von 1987 bis 1992 Schauspielerei an der damals der Hochschule für Schauspielkunst „Ernst Busch“ Berlin angegliederten „Rostocker Schauspielschule“. Als Theaterschauspieler stand er unter anderem in Parchim, Berlin und Bochum auf der Bühne. Weiterhin erhielt er Rollen in Filmen und arbeitete als Hörspielsprecher.

## Filmografie (Auswahl)
- 1992: Herzsprung
- 1993: Adamski
- 1995: Polizeiruf 110: Über Bande (Fernsehreihe)
- 1995: Männerpension
- 1998: Polizeiruf 110: Das Wunder von Wustermark
- 1999: Sonnenallee
- 1999: Dr. Robert Schumann, Teufelsromantiker
- 2000: Polizeiruf 110: Die Macht und ihr Preis
- 2001: Schutzengel gesucht
- 2001: Schlosshotel Orth
- 2001: Der Clown Folge: Schutzgeld (Depremierter Wirt)
- 2002: Die Frau, die an Dr. Fabian zweifelte
- 2003: Mein Weg zu Dir
- 2005: Schloss Einstein
- 2005: Polizeiruf 110: Dettmanns weite Welt
- 2006: Der Bootgott vom Seesportclub
- 2007: Polizeiruf 110: Farbwechsel
- 2008: Der Mond und andere Liebhaber
- 2009: Résiste – Aufstand der Praktikanten
- 2009: Krauses Kur
- 2012: Bis zum Horizont, dann links!
- 2014: Grand Budapest Hotel
- 2014: Tatort: Der Fall Reinhardt (Fernsehreihe)
- 2016: Wir sind die Rosinskis
- 2017: Vorwärts immer!
- 2017: Die Spezialisten – Im Namen der Opfer (TV-Reihe, Folge - Bum Bum)
- 2018: In den Gängen
- 2019: Krauses Hoffnung
- 2019: Beck is back!
- 2020: Wir können nicht anders
- 2021: Nebenan

## Hörspiele (Auswahl)
- 2003: Dylan Thomas: Unter dem Milchwald (Boyo Nichtsnutz) – Bearbeitung und Regie: Götz Fritsch (Original-Hörspiel – MDR)
- 2007 Katrin Lange: IKAR - zu Wasser, zu Land, in der Luft – Regie: Wolfgang Rindfleisch (Kinderhörspiel – DKultur)
- 2013: Mario Göpfert: Wecke niemals einen Schrat (nach dem gleichnamigen Buch von Wieland Freund) – Regie: Klaus-Michael Klingsporn (Kinderhörspiel – DKultur)
- 2014: Tom Peukert: Autsystem (Lehmann) – Regie: Nikolai von Koslowski (Radio-Tatort – RBB)
- 2014: Levander Berg: Teufels Spielplatz – Regie: Wolfgang Rindfleisch (Hörspiel – DLF)
- 2014: Anna Böhm: Einschwein – Regie: Klaus-Michael Klingsporn (Kinderhörspiel – DKultur)
- 2015: Jenny Reinhardt: Der Elch ist schuld – Regie: Christine Nagel (Kinderhörspiel – DKultur)
- 2015: Karl-Heinz Bölling: Irgendwann geht alles kaputt – Regie: Stefanie Hoster (Hörspiel – DKultur)
- 2015: Wolfgang Zander: Seltene Erden – Regie: Nikolai von Koslowski (Radio-Tatort #90 – RBB)
- 2015: Albert Wendt: Das tanzende Häuschen – Regie: Wolfgang Rindfleisch (Kinderhörspiel – DKultur)
- 2024: Tove Jansson: Die Mumins (Hörspiel – WDR)[2]
- 2025: Michel Decar: Die Kobra von Kreuzberg (Sylvester Kaczmarek, Großvater) – Regie: Mara May (Romanvertonung, Ursendung am 13. Juni 2025 – Deutschlandfunk)[3]